# Museo Ferroviario de Machacamarca
El Museo Ferroviario Machacamarca es un museo ferroviario ubicado en el municipio  de Machacamarca, en el departamento de Oruro de Bolivia.
El museo presenta una colección de vehículos ferroviarios históricos que documentan la historia ferroviaria de Bolivia. Las locomotoras expuestas pertenecieron al industrial minero boliviano Simón I Patiño.
El museo está instalado desde 2009 en los talleres de la mina Patiño, donde se fundó en 1911 la empresa ferroviaria "Ferrocarril Machacamarca-Uncía" (FCMU), con cuyo mineral procedente de las minas de Patiño de Llallagua, Catavi, Siglo XX se transportaron a Uncía y Huanuni.

## Exposición
En el museo se encuentra la primera locomotora alemana a vapor bautizada con el nombre de la hija menor de Patiño, Luzmila, que llegó a la ciudad de Oruro en 1913 y que comunicaba las minas La Salvadora con Oruro, además de unir las localidades de Uncía, Llallagua y Huanuni.
También se puede encontrar el automóvil Buick modelo 1938, importado al país en 1940, que llegó hasta Machacamarca con la única función de transportar a Simón I. Patiño a las localidades de Uncía, Llallagua y Huanuni.

## Galería de imágenes

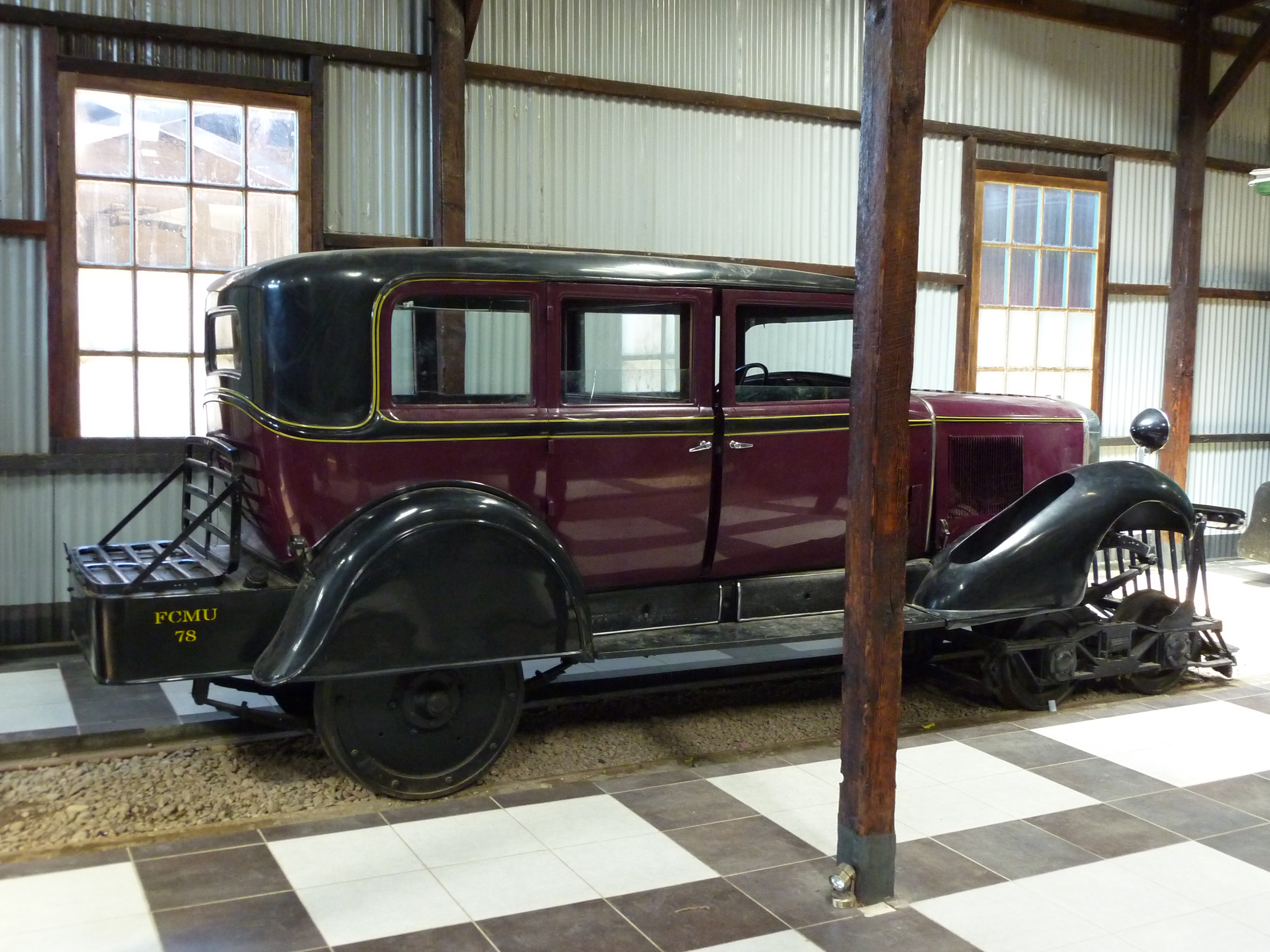
Vagón de tren (2010)
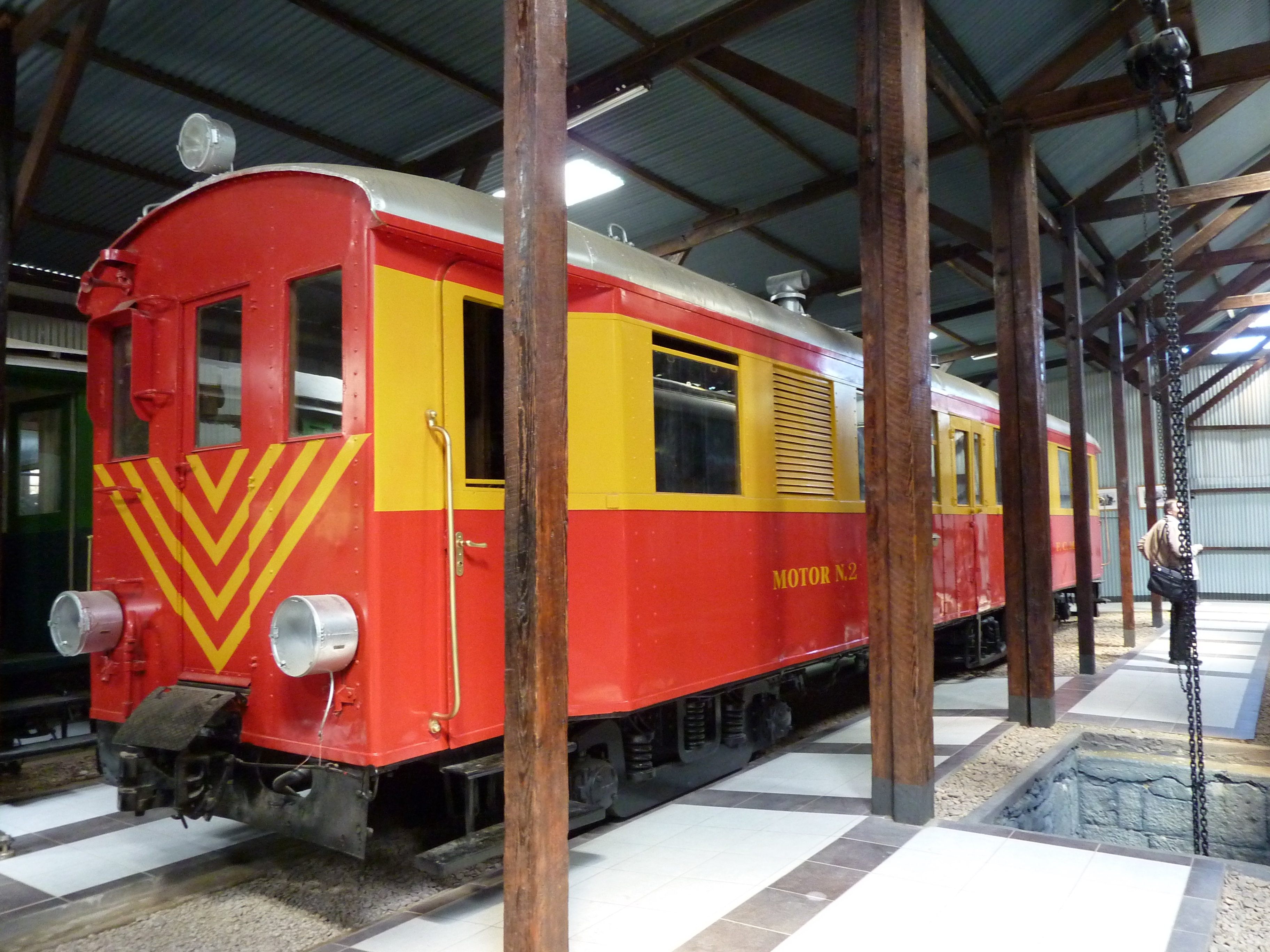
Ferrocarril (2010)
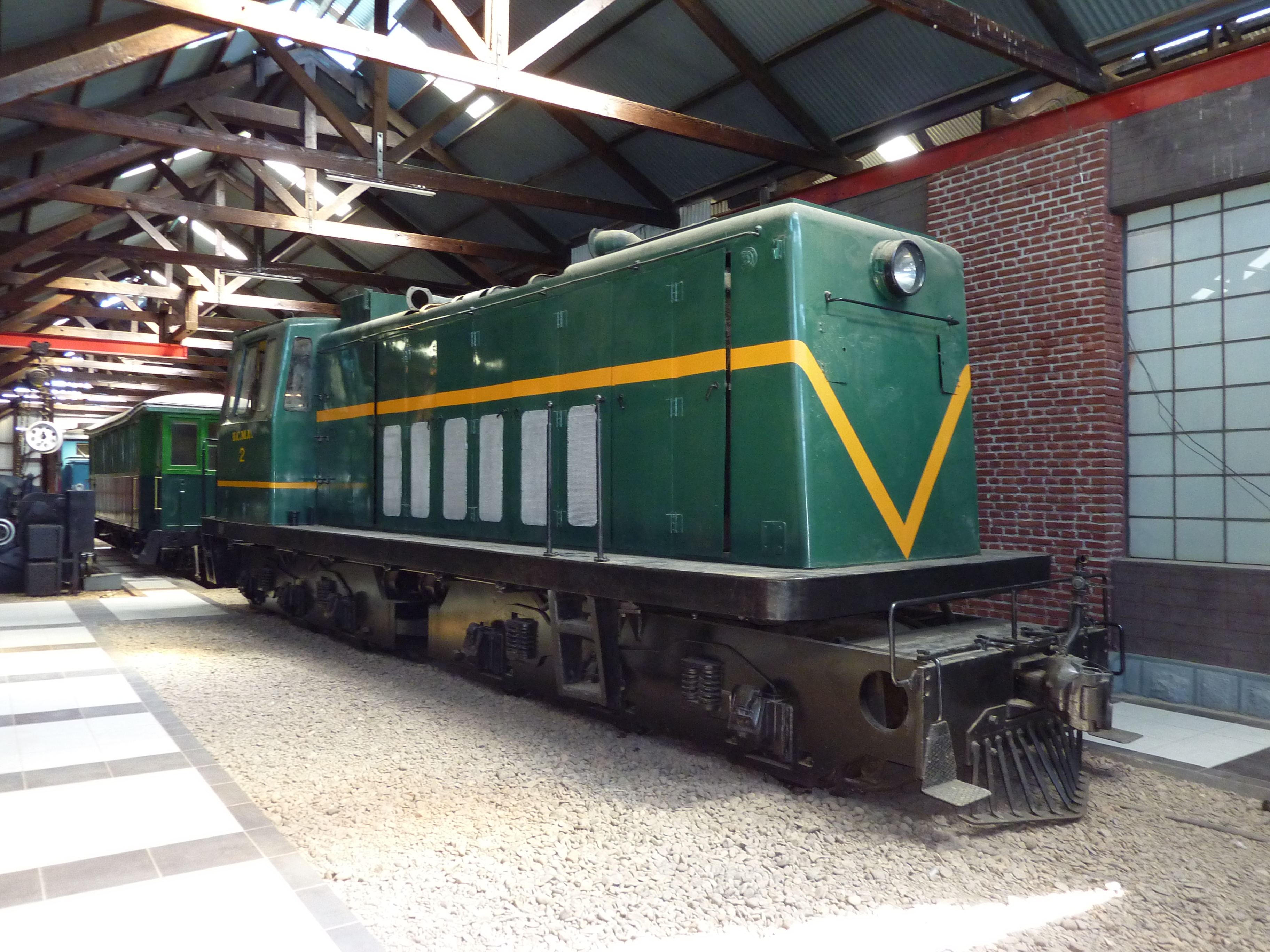
Locomotora diésel (2010)
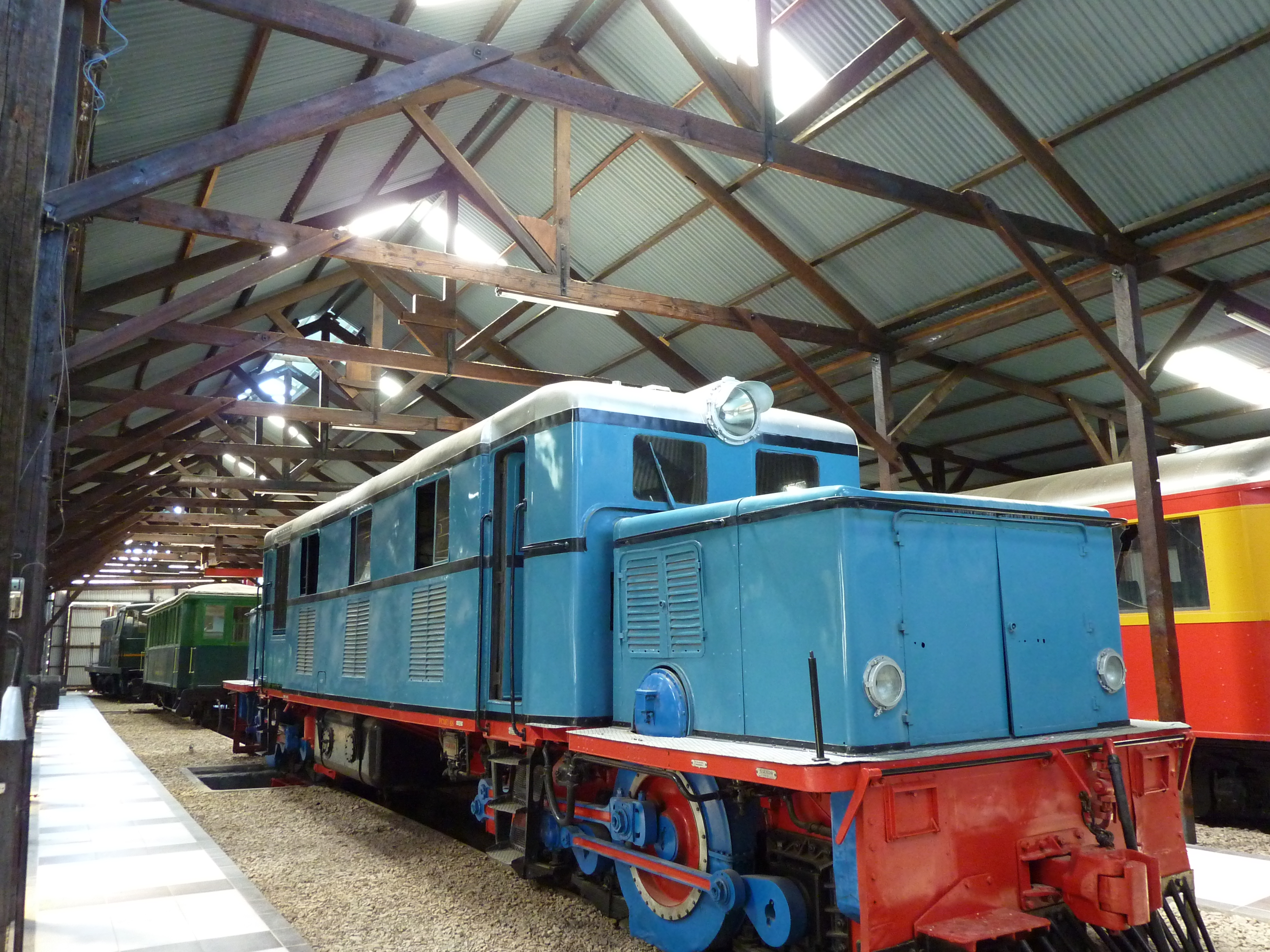
Locomotora eléctrica diésel (2010)